# Zjeleznogorsk-Ilimskij
 Ikke at forveksle med byen Zjeleznogorsk i Kursk oblast i Rusland.
Zjeleznogorsk-Ilimskij (russisk: Железного́рск-Или́мский, tr. Zjeleznogórsk-Ilímskij) er en by i Irkutsk oblast, Sibiriske føderale distrikt i Den Russiske Føderation omkring 850 kilometer nord for oblastens administrative center, Irkutsk. Byen har 21.621(2021) indbyggere og blev grundlagt i 1948 .

## Geografi
Zjeleznogorsk-Ilimskij ligger tæt på floden Ilim, en sidegren til floden Angara. Byen er en vigtig stationsby på Den transsibiriske jernbane, Bajkal-Amur-linjen.

## Historie
Zjeleznogorsk-Ilimskij blev grundlagt i 1948  i forbindelse med starten på udvindingen af jernmalm i Zheleznaya Gora (Jernbjerget). Byen var oprindeligt navngivet: Korshunikha efter Shestak Korshunov som havde opdaget Jernbjerget i det 17. århundrede. Byen voksede yderligere som følge af byggeriet af Bajkal-Amur-linjen på den Den transsibiriske jernbane, blev byen i 1950'erne. I 1965 færdiggjordes et større mineprojekt og bebyggelsen fik officiel status af by under det nuværende navn, endelsen Ilimskij blev tilføjet for at differentierer den fra andre byer med samme navn.

### Indbyggerudvikling
| År   | Indbyggertal |
| ---- | ------------ |
| 1959 | 1.983        |
| 1970 | 22.179       |
| 1979 | 29.087       |
| 1989 | 32.326       |
| 2002 | 29.093       |
| 2010 | 26.079       |

Note: Data fra folketællinger